# Răspuns în frecvență
În teoria sistemelor, răspunsul în frecvență este măsura răspunsului oricărui sistem la ieșirea unui semnal de frecvență variabilă (dar de amplitudine constantă) și intrarea sa. În domeniul electronicii poate fi întâlnit în relație cu amplificatoare electronice, microfoane și difuzoare. Răspunsul în spectrul radio frecvență se poate referi la măsuratorile de cabluri coaxiale, plăci video și dispozitive de comunicații fără fir. Măsuratorile de răspuns în frecvență subsonic pot include cutremure și electroencefalografie (undele emise de creier).

Răspunsul în frecvenţă a unui filtru trece jos cu 6 dB pe octavă sau 20 dB pe decadă

Frecvența în răspuns este caracterizată de magnitudinea răspunsului sistemului măsurată în decibeli, și faza, măsurată în radiani, versus frecvență.
Frecvența în răspuns al unui sistem poate fi măsurată prin:
- aplicarea unui impuls unui sistem și măsurarea răspunsului lui (vezi răspunsul impulsului)
- aplicarea unui semnal cu un spectru de frecvență larg (de exemplu, secvență de lungime maximă, zgomot alb, și calcularea răspunsului impuls prin deconvoluția semnalului de intrare și semnalului de ieșire al sistemului.
- pur și simplu măsurarea ieșirii unui sistem când nu este practic să se aplice un semnal de intrare.